# 田村芳夫
田村 芳夫（たむら　よしお、1951年（昭和26年） - ）は、日本の建築家。 一級建築士（登録番号第150086号）。株式会社アトリエ・リガ・テ都市建築計画主催。工学院大学非常勤講師(2002～2014)、長岡造形大学非常勤講師(2002～2017)。

## 略歴
- 1951年　　　新潟県生まれ
- 1975年　　　工学院大学建築学科卒業
- 1975 - 88年  株式会社建築研究所アーキヴィジョン
- 1988年　　　株式会社アトリエ・リガ・テ都市建築計画設立　代表取締役就任
- 2002 - 14年  工学院大学非常勤講師
- 2002 - 17年  長岡造形大学非常勤講師